# Presidenti della Provincia di Reggio Emilia
Elenco dei presidenti dell'amministrazione provinciale di Reggio Emilia.

## Regno d'Italia (1861-1946)

### Presidenti del Consiglio provinciale (1860-1928)
| N°  | N° | Ritratto | Nome                                      | Mandato           | Mandato         | Partito                     |
| N°  | N° | Ritratto | Nome                                      | Inizio            | Fine            | Partito                     |
| --- | -- | -------- | ----------------------------------------- | ----------------- | --------------- | --------------------------- |
| 1   |    |          | Giulio Cesare Vedriani                    | 21 marzo 1860     | 1861            |                             |
| 2   |    |          | Luigi Chiesi                              | 2 settembre 1861  | 1866            | Destra storica              |
| 3   |    |          | Antonio Gorisi                            | 2 settembre 1867  | 1868            | Destra storica              |
| (2) |    |          | Luigi Chiesi                              | 7 settembre 1868  | 1883            | Destra storica              |
| 4   |    |          | Giuseppe Fornaciari                       | 11 agosto 1884    | 25 ottobre 1889 | Destra storica              |
| 5   |    |          | Ulderico Levi                             | 2 dicembre 1889   | 1901            | Destra storica              |
| 6   |    |          | Alberto Borciani                          | 11 agosto 1902    | 1906            | Partito Socialista Italiano |
| –   |    |          | Giovanni Morati (Commissario prefettizio) | 15 marzo 1906     | 1906            | —                           |
| 7   |    |          | Vittorio Cottafavi                        | 15 marzo 1906     | 1910            | Destra storica              |
| –   |    |          | Enrico Ruffini (Commissario prefettizio)  | 17 settembre 1910 | 1910            | —                           |
| 8   |    |          | Adelmo Sichel                             | 21 dicembre 1910  | 1922            | Partito Socialista Italiano |
| –   |    |          | Italo Pio (Commissario prefettizio)       | 1922              | 1923            | —                           |
| 9   |    |          | Giovanni Fabbrici                         | 4 giugno 1923     | 1926            | Partito Nazionale Fascista  |
| –   |    |          | Mario Muzzarini (Commissario prefettizio) | 5 dicembre 1927   | 1929            | Partito Nazionale Fascista  |

### Presidenti della Deputazione provinciale (1889-1928)
| Nº | Nº | Ritratto | Nome                  | Mandato | Mandato | Partito |
| Nº | Nº | Ritratto | Nome                  | Inizio  | Fine    | Partito |
| -- | -- | -------- | --------------------- | ------- | ------- | ------- |
| 1  |    |          | Biagio Borsiglia      | 1889    | 1892    | ?       |
| 2  |    |          | Carlo Morandi         | 1892    | 1902    | ?       |
| 3  |    |          | Alessandro Cocchi     | 1902    | 1906    | ?       |
| 4  |    |          | Igino Bacchi Andreoli | 1906    | 1910    | ?       |
| 5  |    |          | Alessandro Massoli    | 1910    | ?       | ?       |

### Presidi del Rettorato (1929-1945)
| N° | N° | Ritratto | Nome                                       | Mandato           | Mandato     | Partito                       |
| N° | N° | Ritratto | Nome                                       | Inizio            | Fine        | Partito                       |
| -- | -- | -------- | ------------------------------------------ | ----------------- | ----------- | ----------------------------- |
| 1  |    |          | Mario Muzzarini                            | 1929              | 1933        | Partito Nazionale Fascista    |
| 2  |    |          | Giovanni Battista Pancini                  | 13 febbraio 1935  | aprile 1936 | Partito Nazionale Fascista    |
| 3  |    |          | Pellegrino Bertoldi                        | 6 aprile 1936     | 1940        | Partito Nazionale Fascista    |
| –  |    |          | Michele Colitti (Commissario prefettizio)  | 10 ottobre 1940   | 1942        | Partito Nazionale Fascista    |
| –  |    |          | Alberto Ramusani (Commissario prefettizio) | 31 marzo 1942     | 1944        | Partito Nazionale Fascista    |
| –  |    |          | Giuseppe Scolari (Commissario prefettizio) | 31 marzo 1944     | 1944        | Partito Fascista Repubblicano |
| –  |    |          | Alfonso Ercelli (Commissario prefettizio)  | 12 settembre 1944 | 1945        | Partito Fascista Repubblicano |

## Repubblica italiana (dal 1946)

### Presidenti della Deputazione provinciale (1945-1951)
| N° | N° | Ritratto | Nome            | Mandato       | Mandato | Partito                     |
| N° | N° | Ritratto | Nome            | Inizio        | Fine    | Partito                     |
| -- | -- | -------- | --------------- | ------------- | ------- | --------------------------- |
| 1  |    |          | Camillo Ferrari | 8 maggio 1945 | 1951    | Partito Socialista Italiano |

### Presidenti della Provincia (dal 1951)

#### Eletti dal Consiglio provinciale (1951-1995)
| N° | N° | Ritratto | Nome             | Mandato          | Mandato          | Partito                     |
| N° | N° | Ritratto | Nome             | Inizio           | Fine             | Partito                     |
| -- | -- | -------- | ---------------- | ---------------- | ---------------- | --------------------------- |
| 1  |    |          | Dante Montanari  | 16 luglio 1951   | 23 dicembre 1964 | Partito Socialista Italiano |
| 2  |    |          | Franco Ferrari   | 23 dicembre 1964 | 20 giugno 1972   | Partito Socialista Italiano |
| 3  |    |          | Vittorio Parenti | 20 giugno 1972   | 18 luglio 1980   | Partito Socialista Italiano |
| 4  |    |          | Guglielmo Cusi   | 18 luglio 1980   | 5 gennaio 1982   | Partito Socialista Italiano |
| 5  |    |          | Ascanio Bertani  | 5 gennaio 1982   | 23 aprile 1995   | Partito Socialista Italiano |

#### Eletti direttamente dai cittadini (1995-2014)
| N° | N°   | Ritratto       | Nome          | Mandato         | Mandato             | Partito                   | Elezione |
| N° | N°   | Ritratto       | Nome          | Inizio          | Fine                | Partito                   | Elezione |
| -- | ---- | -------------- | ------------- | --------------- | ------------------- | ------------------------- | -------- |
| 6  |      |                | Roberto Ruini | 23 aprile 1995  | 1999                | Partito Popolare Italiano | 1995     |
| 6  | 1999 | 21 giugno 2004 | Roberto Ruini | 1999            |                     | Partito Popolare Italiano |          |
| 7  |      |                | Sonia Masini  | 22 giugno 2004  | 2009                | Democratici di Sinistra   | 2004     |
| 7  |      | 2009           | Sonia Masini  | 11 ottobre 2014 | Partito Democratico | 2009                      |          |

#### Eletti dai sindaci e consiglieri della provincia (dal 2014)
| N° | N°               | Ritratto  | Nome             | Mandato         | Mandato          | Partito             | Elezione |
| N° | N°               | Ritratto  | Nome             | Inizio          | Fine             | Partito             | Elezione |
| -- | ---------------- | --------- | ---------------- | --------------- | ---------------- | ------------------- | -------- |
| 8  |                  |           | Giammaria Manghi | 12 ottobre 2014 | 30 ottobre 2018  | Partito Democratico | 2014     |
| 9  |                  |           | Giorgio Zanni    | 31 ottobre 2018 | 26 novembre 2022 | Partito Democratico | 2018     |
| 9  | 26 novembre 2022 | in carica | Giorgio Zanni    | 2022            |                  | Partito Democratico |          |